# Iwo Jima (Schiff, 2001)
Die USS Iwo Jima (LHD-7) ist ein amphibisches Angriffsschiff der Wasp-Klasse. Ihr Heimathafen ist die Naval Station Norfolk. Zwischenzeitlich war sie von August 2014 bis Dezember 2021 in der Naval Station Mayport in Jacksonville beheimatet.

## Geschichte
Die Arbeiten an der Iwo Jima begannen auf dem Gelände der Ingalls-Werft am 3. September 1996, die Kiellegung erfolgte am 12. Dezember 1997, am 4. Februar 2000 der Stapellauf. Getauft wurde die USS Iwo Jima am 25. März 2000 in Pascagoula, Mississippi durch Mrs. Zandra Krulak, die Ehefrau des Generals Charles C. Krulak, eines ehemaligen Commandant of the Marine Corps. Nachdem im April 2001 die Indienststellungsmannschaft an Bord gegangen war, lief das Schiff am 23. Juni 2001 zu seiner Jungfernfahrt aus. 2000 Weltkriegs-Veteranen aus der Schlacht um Iwo Jima begleiteten sie. Die eigentliche Indienststellung erfolgte eine Woche später, am 30. Juni 2001 in Pensacola, Florida.
Die Iwo Jima und die Marines der 26th Marine Expeditionary Unit (MEU) liefen am 14. März 2002 zur Unterstützung der Operation Enduring Freedom aus. 2004 nahm die Iwo Jima an der jährlich stattfindenden Fleet Week in New York City teil. Am 31. August 2005 verließ die amphibische Gruppe der Iwo Jima Norfolk, um im Katastrophengebiet des Hurrikans Katrina Hilfe zu leisten. Nach einem Zwischenstopp in Little Creek, wo zusätzliche Landungsboote und Transporthelikopter geladen wurden, nahmen die Schiffe Kurs auf die US-Golfküste. Nach Abschluss der Rettungsarbeiten blieb die Gruppe noch bis Mitte September in New Orleans und kehrte am 2. Oktober nach Norfolk zurück.
Im Juni 2006 lief die aus sieben Schiffen und den Marines der 24th MEU (SOC) bestehende Iwo Jima Expeditionary Strike Group zu einem sechsmonatigen Einsatz im Nahen Osten aus. Am 15. Juli erreichte sie der Befehl, aus dem Roten Meer vor die Küste des Libanon zu verlegen, um die Evakuierung US-amerikanischer Staatsbürger aus dem Land zu unterstützen, nachdem die Ausreise aus dem Libanon nach Angriffen der israelischen Streitkräfte auf die Infrastruktur zunehmend schwieriger geworden war. 2009, 2010 und 2011 nahm die Iwo Jima wieder an der New Yorker Fleet Week teil. Im November 2010 startete die Iwo Jima Helikopter vor der Küste von Haiti, um Hilfsgüter in die von Hurrikan Tomas verwüsteten Regionen zu bringen. 2012 fuhr sie als Flaggschiff der Iwo Jima Amphibious Ready Group im Mittelmeer.